# Clemens Wickler
Clemens Wickler, född 28 april 1995 i Starnberg i Tyskland, är en beachvolleyspelare. Wickler utsågs till årets tyska beachvolleybollspelare 2018, 2019, 2021, 2022 och 2023. Tillsammans med Nils Ehlers tog han silver vid OS 2024.

## Volleyboll
Wickler spelade som ung inomhusvolleyboll i hemstaden med först TuS Fürstenfeldbruck och senare TV Bad Tölz. Därefter spelade han med förbundets lag VCO Kempfenhausen och VC Olympia Berlin. Med de senare spelade han i 2. Volleyball-Bundesliga.

## Beachvolleyboll
Wickler började spela beachvolley 2009. Med Felix Kroha blev han tysk U17-mästare 2011. Tillsammans med Niklas Rudolf tog han brons vid U18-EM 2012. Med Moritz Reichert vann han U19-VM 2013 samt blev tysk U19- och U20-mästare samma år. Han började spela med Armin Dollinger 2014 och kom med honom fyra vid det tyska mästerskapet. Tillsammans med Niklas Rudolf vann han U20-EM. Wickler och Dollinger blev tyska mästare 2015. Under 2016 spelade Wickler få tävlingar på grund av en knäskada. Under 2017 spelade han med Tim Holler och blev åter tysk mästare.
Under 2018 började Wickler spela tillsammans med Julius Thole. De kom av förbundet att utses till Tysklands herrlandslag i beachvolley. De vann en CEV Beach Volleyball Satellite-tävling och kom trea vid en turnering på FIVB Beach Volleyball World Tour 2018. Genom ett wildcard fick de delta i säsongsfinalen på världstouren och kom där fyra. Wickler själv blev framröstad till årets tyska beachvolleybollspelare 2018, en utmärkelse som under kommande år skulle följas av flera. Tillsammans med Thole blev han åter tysk mästare.
På FIVB Beach Volleyball World Tour 2019 gick de som bäst till final. Vid VM 2019 gick de till final och Wickler utsågs till mest värdefulla spelare. Vid EM förlorade de  mot de slutliga vinnarna Mol / Sørum i kvartsfinalen. De kom femma vid tyska mästerskapen och gick till final vid världstourfinalen. Säsongen 2020 innebar sparsamt spelande p.g.a. Covid-19-pandemin, men paret lyckades åter vinna tyska mästerskapen.
Laget började 2021 med en nionde plats i den fyrstjärniga turneringen i Doha på världstouren. Därefter hade bägge spelarna skadeproblem under de följande månaderna. Wickler spelade två turneringar på German Beach Tour tillsammans med Rudy Schneider och vann bägge. och slutade båda på första plats. Vid den fyrstjärniga turneringen i Ostrava nådde han en niondeplats tillsammans med Dollinger. I Gstaad spelade han åter tillsammans med Thole, även där med en niondeplats som resultat. Laget deltog vid OS, där de tog sig till kvartsfinal. Vid följande EM åkte de ur i åttondelsfinalen. Vid tyska mästerskapet i början av september kom laget trea.
Thole avslutade sin karriär i oktober 2021, varefter Wickler började spela med Nils Ehlers. På Volleyball World Beach Pro Tour 2022 nådde de som bäst en tredjeplats (vid Elite16-turneringen i Hamburg). De vann en turnering på German Beach Tour. Vid EM gick de till kvartsfinal. De vann sedan det tyska mästerskapet för femte gången.
Lagets spel på Volleyball World Beach Pro Tour 2023 var framgångsrikt med spel i Elite16-turneringar och final som bästa resultat. De vann två turneringar på German Beach Tour samt en King of the Court-turnering. Vid EM 2023 gick de åter till kvartsfinal. De kunde försvara sin titel från förra året vid tyska mästerskapet (och med sex titlar blev Wickler den mesta mästaren). Vid VM gick laget till åttondelsfinal. De kom sjua i världstourfinalen, medan de vann King of the Court-finalen. På Volleyball World Beach Pro Tour 2024 har laget hållit en hög nivå med flera semifinaler och med en final som bästa resultat. Genom deras världsranking kvalificerade sig laget för OS. Där gick laget till final utan att förlora en match. I finalen förlorade de mot David Åhman och Jonatan Hellvig.
Clemens Wickler räcknas som en av världens bästa defensiva spelare med bra spelöverblick och atletisk förmåga.